# Marco Koch
Marco Koch (Darmstadt, 25 gennaio 1990) è un nuotatore tedesco specializzato nella rana; detiene il record nazionale tedesco nei 200 metri rana in vasca lunga e corta e il record nazionale tedesco della 4×100 metri in vasca corta..

## Palmarès
- Mondiali

Barcellona 2013: argento nei 200m rana.
Kazan 2015: oro nei 200m rana.
- Mondiali in vasca corta

Doha 2014: argento nei 200m rana.
Windsor 2016: oro nei 100m rana e nei 200m rana.
Hangzhou 2018: bronzo nei 200m rana.
- Europei

Debrecen 2012: argento nei 200m rana.
Berlino 2014: oro nei 200m rana.
Londra 2016: argento nei 200m rana.
- Europei in vasca corta:

Fiume 2008: argento nella 4x50m misti.
Eindhoven 2010: oro nei 200m rana.
Herning 2013: argento nei 100m rana e bronzo nei 200m rana.
Netanya 2015: oro nei 100m rana e nei 200m rana.
Copenaghen 2017: argento nei 200m rana.
Glasgow 2019: bronzo nei 200m rana.
- Mondiali giovanili

Monterrey 2008: argento nei 100m rana e nei 200m rana.
- Europei giovanili

Belgrado 2008: oro nei 200m rana, argento nei 100m rana e bronzo nei 50m rana.

## International Swimming League
| Stagione 2019 | Stagione 2020 | Stagione 2021 |
| ------------- | ------------- | ------------- |
| NY Breakers   | NY Breakers   | NY Breakers   |